# Bzenov
Bzenov (hongrois : Berzenke) est un village de Slovaquie situé dans la région de Prešov.

## Histoire
Première mention écrite du village en 1423.

## Démographie

### Évolution de la population
| Année:               | 1994. | 2004.   | 2014.   | 2024. |
| -------------------- | ----- | ------- | ------- | ----- |
| Nombre de personnes: | 677   | 728     | 778     | 778   |
| Différence:          |       | +7,53 % | +6,86 % | +0 %  |

| Année:               | 2023. | 2024.   |
| -------------------- | ----- | ------- |
| Nombre de personnes: | 786   | 778     |
| Différence:          |       | -1,01 % |